# Ascòspora

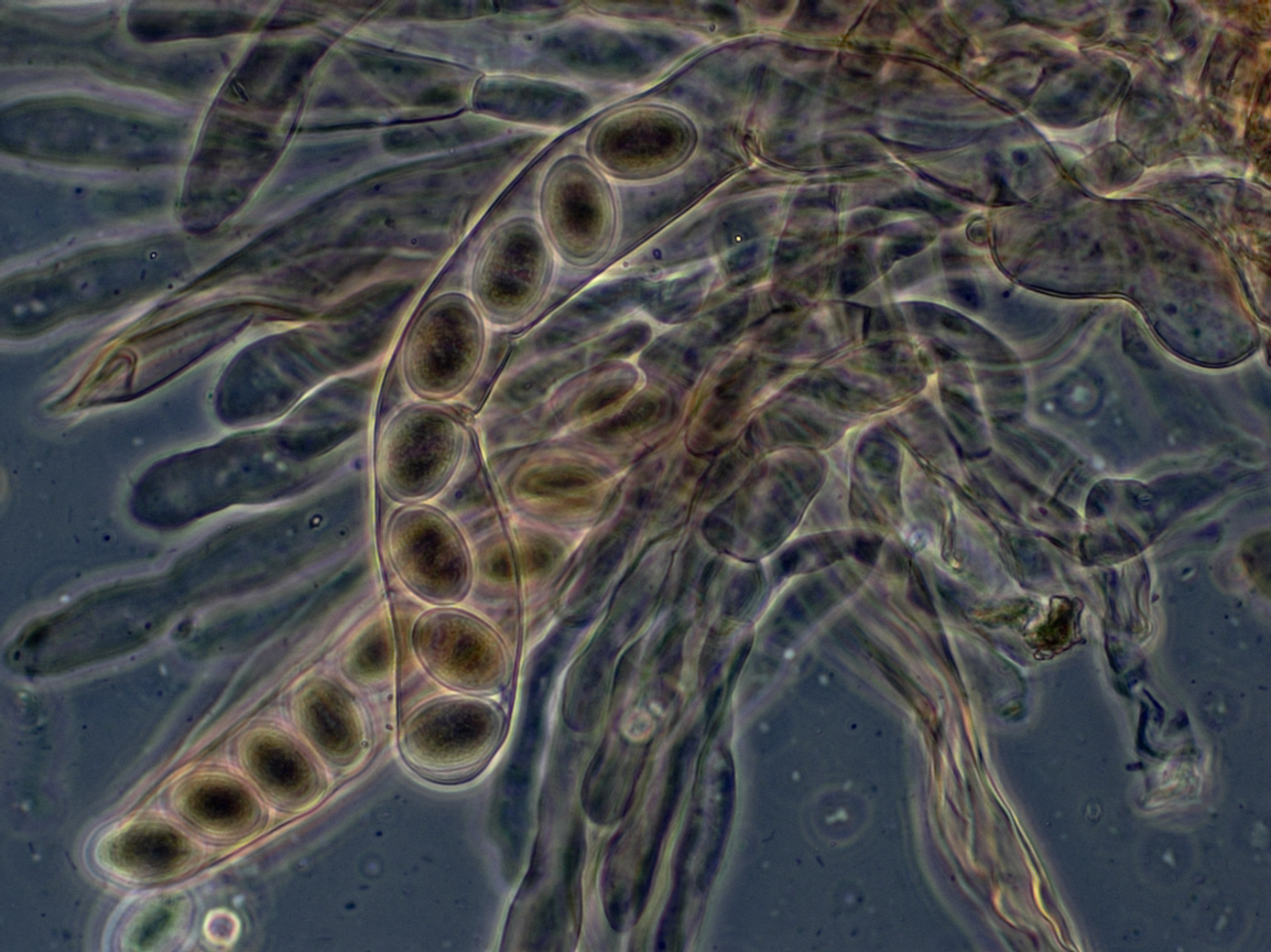
Ascs d'una múrgola Morchella elata, contenint ascospores

Una ascòspora és una espora continguda en un asc o que ha estat produïda dins d'un asc. És el tipus d'espora dels fongs classificats com ascomicets.
Típicament, un asc simple contindrà vuit ascòspores. Les vuit espores són produïdes per combinació d'una divisió cel·lular per meiosi seguida de la divisió per mitosi. La meiosi converteix el nucli original, zigot, diploide en quatre d'haploides.
Com a resultat els ascs contindran quatre parells d'espores.
Els fongs Saccharomyces produeixen ascòspores quan creixen en un medi V-8, agar ascorpor acetat, o el medi Gorodkowa. Aquestes ascòspores són globoses i ubicades en els ascs. Cadascun dels ascs contenen d'una a quatre ascòspores. Els ascs bo es trenquen quan maduren. les ascòspores són gram-negatives mentre que les cèl·lules vegetatives són gram-positives.